# Частная печатня
Частная печатня (частная книгопечатня, частное издательство; англ. private press) — термин, используемый библиофилами для описания издательского предприятия, которое выпускает книги скорее в художественных или ремесленных целях, чем ради чисто коммерческой прибыли.

## Движение книгопечатен

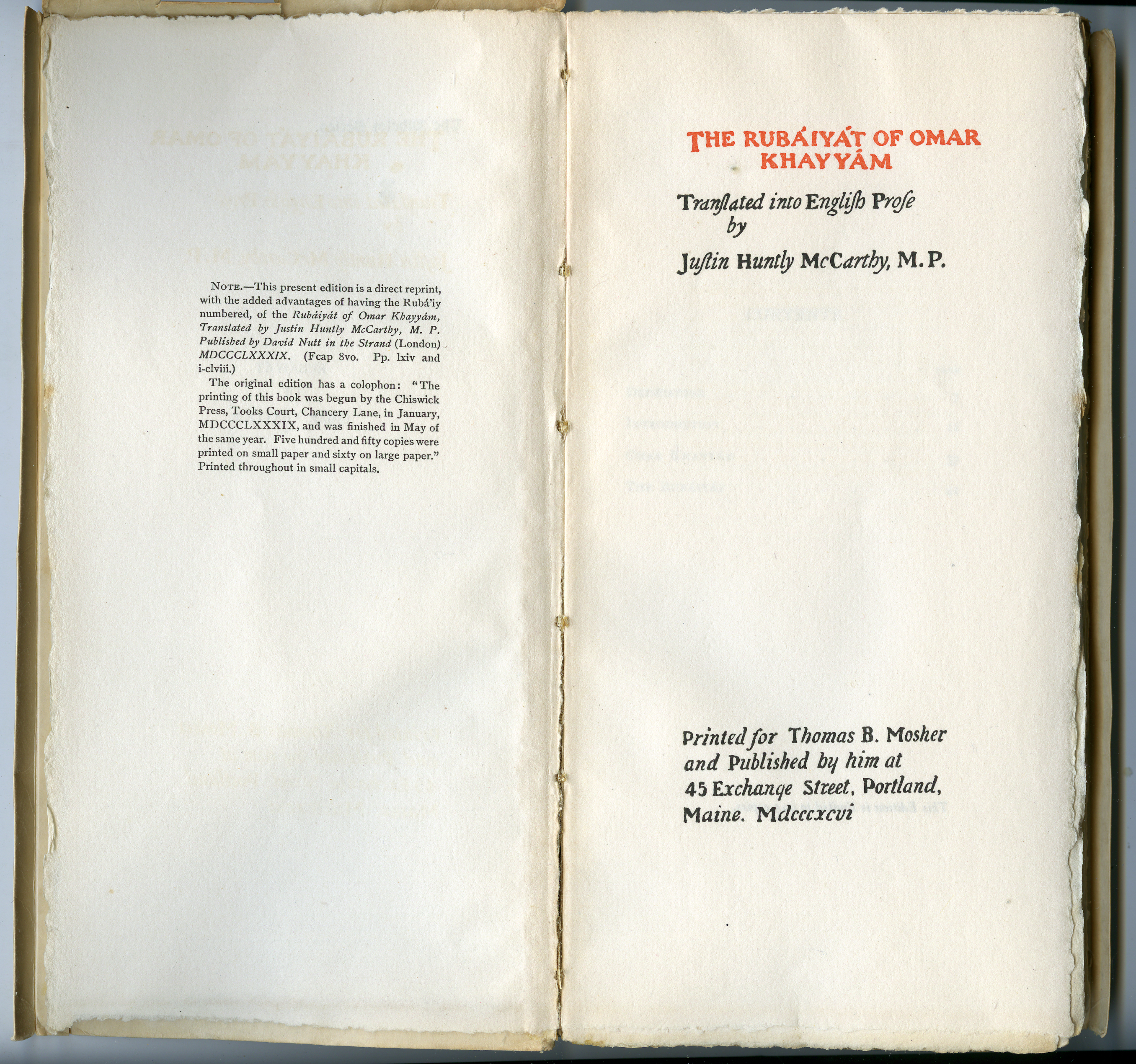
Титульный лист из книги «Рубаи Омара Хайяма», напечатанной Мошер, Томас Бёрд в 1896 году.

Термин «private press» часто используют для описания движения в книгоиздании, которое развилось на рубеже XIX и XX вв. под влиянием деятельности Уильяма Морриса, Эмери Уокера и их последователей. Считается, что началом движению послужило основание книгопечатни Морриса «Келмскотт-пресс» в 1891 году. Сам же Моррис решил печатать книги, прослушав лекцию Уокера в Обществе искусств и ремесел в ноябре 1888 года.
Участники движения делали книги, используя традиционные, ремесленные способы печати (как правило, ручной типографский станок) и переплёта, делая акцент на книге, как произведении искусства и ручного труда (впрочем, не забывая о том, что это и средство передачи информации). Моррис сильно увлекался Средневековьем и первопечатными книгами, и «Келмскоттский стиль» имел огромное, и не всегда положительное влияние на последующие частные книгопечатни и оформление коммерческой массовой книги.
Движение книгопечатен возникло в русле Движения искусств и ремесел, и было реакцией на низкокачественную продукцию только появлявшегося книжного производства Викторианской эпохи. Книги в «Келмскотт-пресс» и других книгопечатнях делались из высококачественных материалов (бумага ручного литья, традиционно изготовленные чернила, специально нарисованные шрифты), и переплетались вручную. Большое внимание уделялось формату, полосе набора, шрифту, иллюстрациям и оформлению переплёта с тем, чтобы всё вместе создавало единое целое.
Движение книгопечатен существовало до Великой депрессии 1930-х гг., когда рынок предметов роскоши значительно сократился. Начиная с 1950-х гг. интерес к ремесленно изготовленной книге стал возвращаться. Отдельные художники и энтузиасты по-прежнему используют высокую печать, сами изготавливают бумагу и переплеты, выпускают небольшие тиражи «художественно изготовленных» книг.

## Известные частные книгопечатни
- Strawberry Hill Press[англ.] (Officina Arbuteana) Хораса Уолпола.
- Gaetano Polidori[англ.], Лондон, ок. 1800.
- «Чизик-пресс», основанная Чарльзом Уиттингемом I в 1811 году.
- Daniel Press[англ.], Оксфорд, с 1874 по 1903 гг.
- Kelmscott Press, основанная Уильямом Моррисом в 1891 году.
- Kynoch Press[1]
- The Mosher Press, основанная Томасом Б. Мошером[англ.] в 1891 году в Портленде.
- Мерримаунт-пресс, основанная Даниелом Апдайком в 1893 году.
- Eragny Press[фр.], основанная Люсьеном Писарро и его женой Эстер в 1894 году.
- Roycroft Press[англ.], основанная Элбертом Хаббардом[англ.] в 1895 году.
- Ashendene Press[англ.], основанная в 1895 году.
- Doves Press, основанная Т. Д. Кобденом-Сандерсоном и Эмери Уокером в 1900 году.
- Dun Emer Press[англ.], основанная Элизабет Йейтс[англ.] в 1903 году.
- Gregynog Press[англ.] (1922-), основанная Гвендолин и Маргарет Дэвис.
- Trovillion Press[англ.], основанная Хэлом У. Тровильоном в Хэррине в 1908 году.
- Golden Cockerel Press[англ.], основанная Харольдом Мидгли Тэйлором в 1920 году.
- Nonesuch Press[англ.], основанная в 1922 году Фрэнсисом и Верой Мейнелами и Дэвидом Гарнеттом.
- Officina Bodoni[англ.], основанная в 1922 году Джованни Мардерстейгом.
- Rampant Lions Press[англ.], основанная Уиллом Картером в 1924 году. Его сын Себастьян руководил компанией до 2008 года.
- Hours Press Нэнси Канард[англ.] во Франции (1928-1931).
- Black Rock Press[англ.], основанная Кеннетом Карпентером в Университете Невады, Рино, в 1965 году.
- M. Bernard Loates[англ.], основанная в 1968 году.
- Happy Dragons' Press[англ.], основанная в 1969 году.
- Something Else Press[англ.], которой Dick Higgins[англ.] руководил с 1964 по 1973 годы.
- Stanbrook Abbey Press[англ.], которую возродили Hildelith Cumming[англ.] и Felicitas Corrigan[англ.].
- The Hammer Creek Press Джона Фасса[англ.], основанная в 1950 году.
- Arion Press[англ.], основанная в 1974 году.

## Галерея

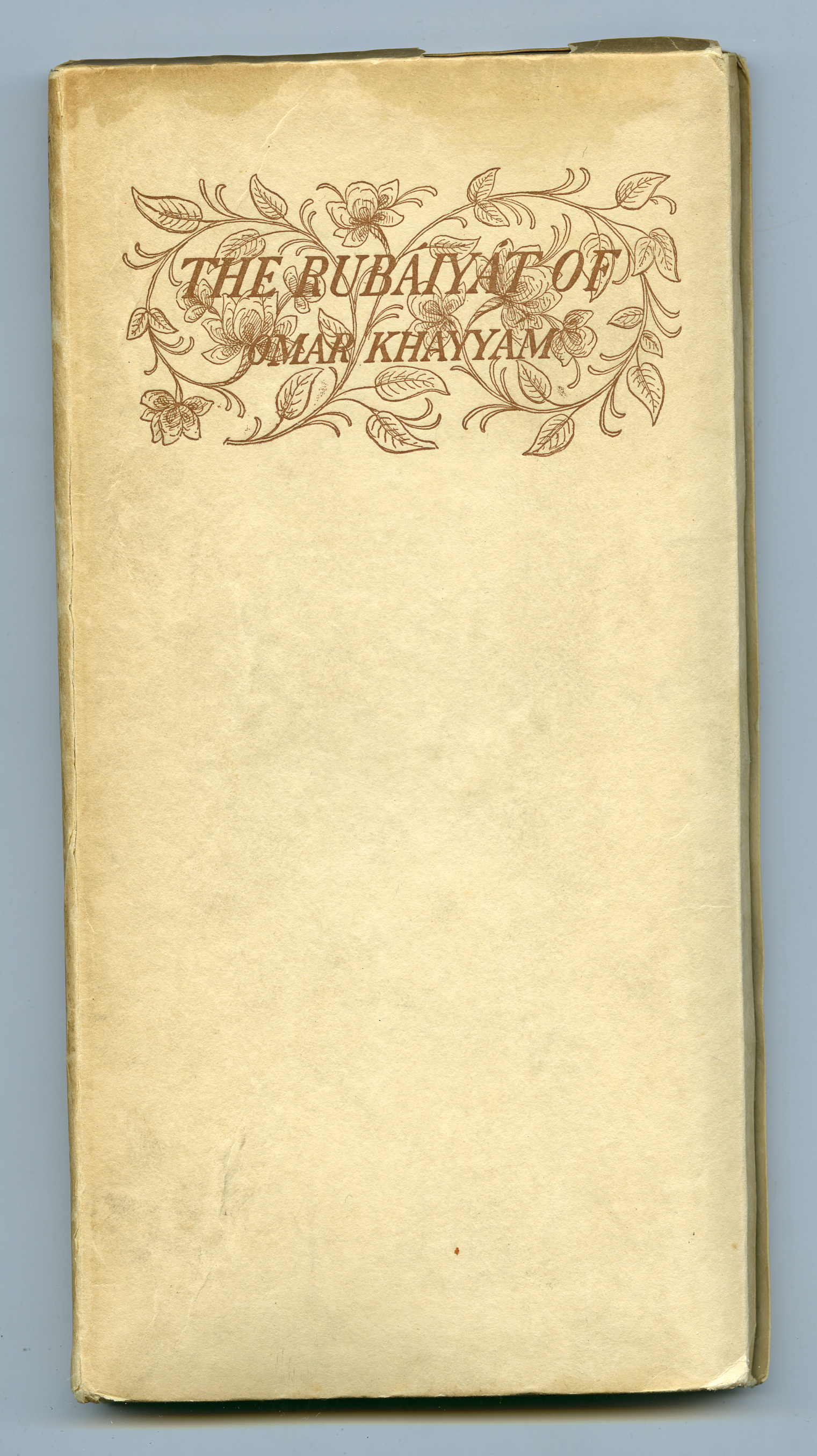
Издательский переплёт книги «Рубаи Омара Хайяма» (Томас Мошер, 1896)
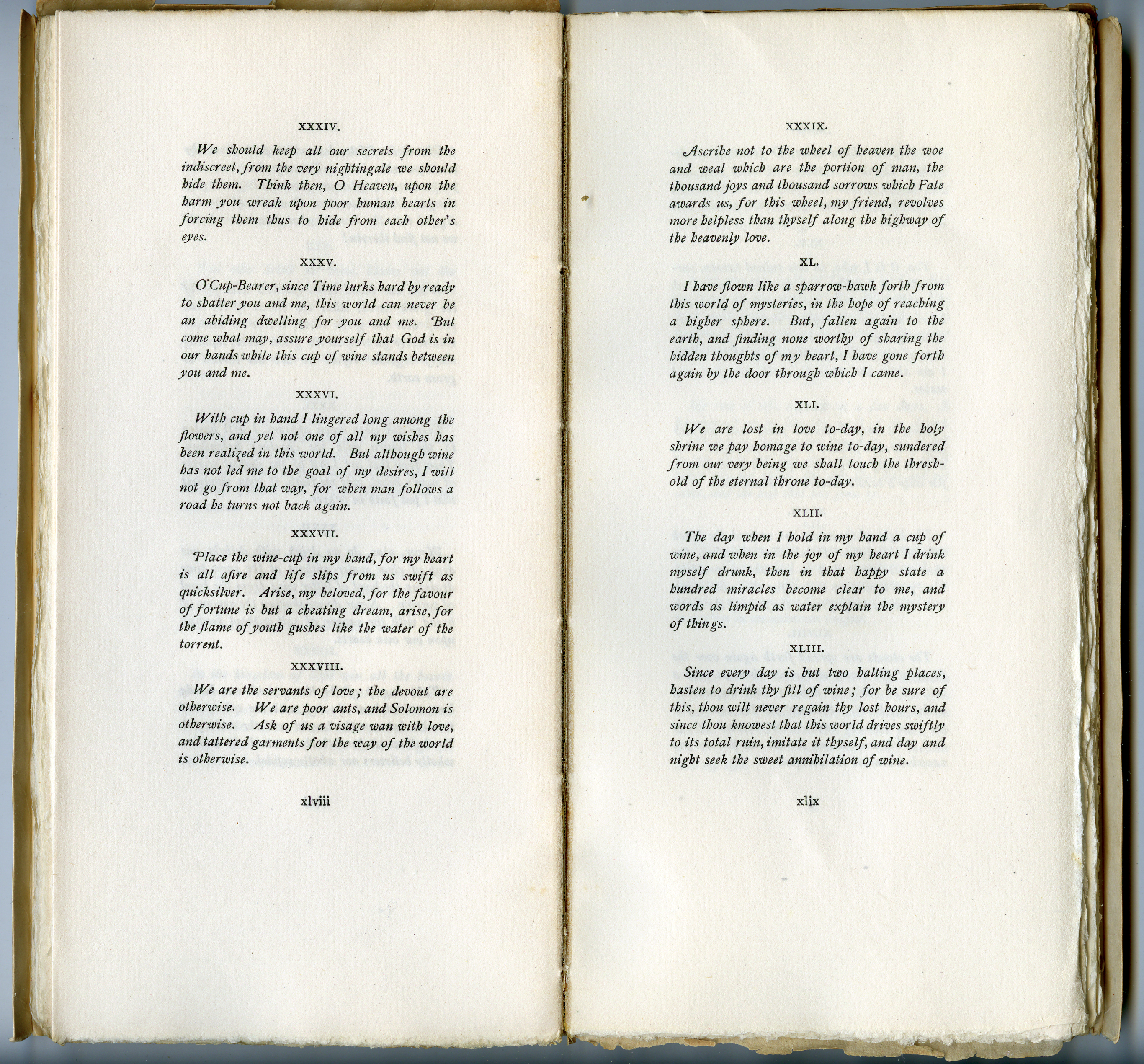
Разворот книги «Рубаи Омара Хайяма» (Томас Мошер, 1896)
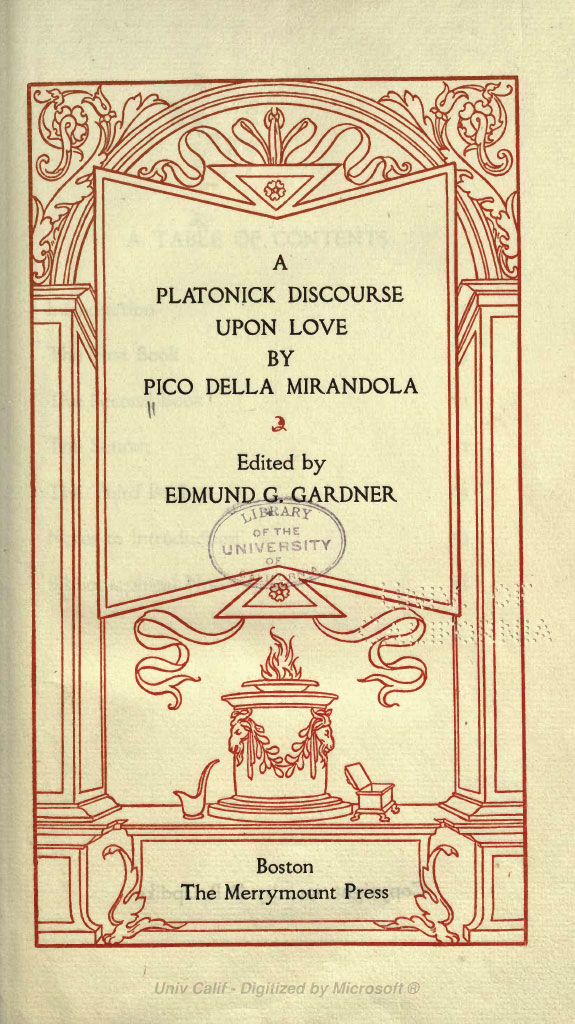
Титульный лист издания Мирандолы (Мерримаунт-пресс, 1914).
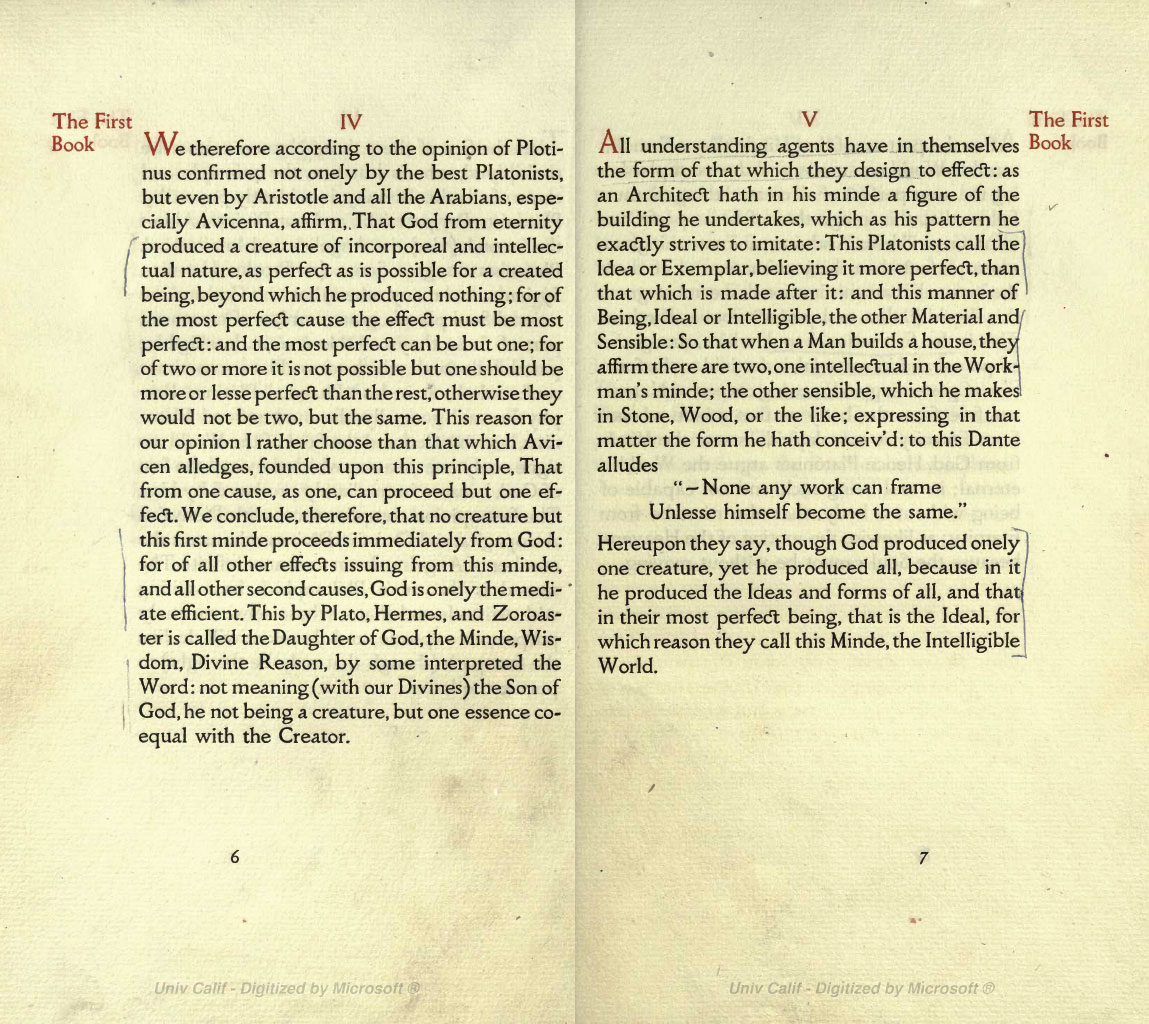
Разворот того же издания Мирандолы (Мерримаунт-пресс, 1914).
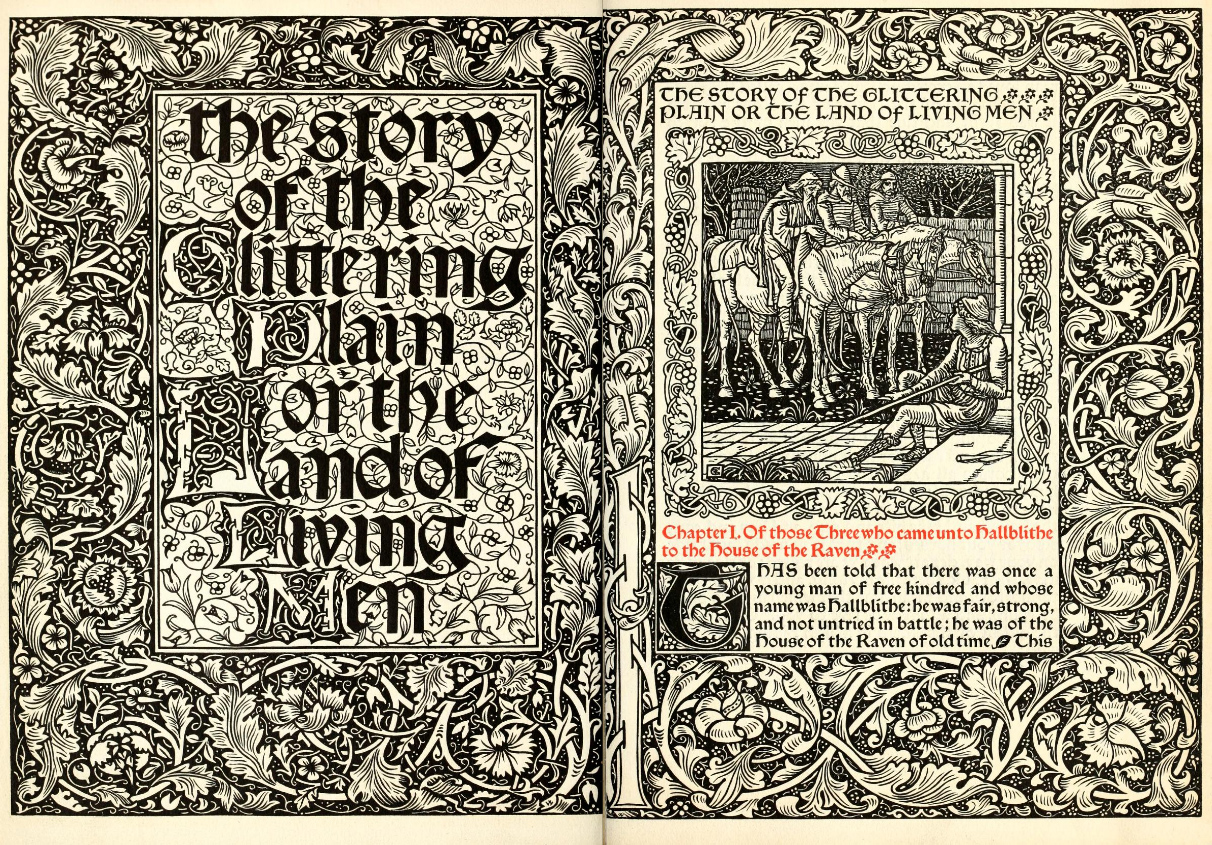
Титульный лист «Истории сверкающей долины» (Келмскотт-пресс, 1894)

## Внешние ссылки
- Электронная версия книги «Private Presses and their Books» Уилла Рэнсома
- Электронная версия книги «The Kelmscott Press: a history of William Morris's typographical adventure» Уильяма Питерсона